# Manuel de Freitas da Fonseca
Manuel de Freitas da Fonseca va ser un administrador colonial portuguès, governador i mestre de camp de la capitania de Rio de Janeiro entre el 22 d'abril de 1732 i el 26 de juny de 1733. Va assumir el govern de la capitania poc després de la deposició de Luís Vaía Monteiro, declarat per la Cambra inhàbil per debilitat mental. Va governar breument fins a l'assumpció de Gomes Freire de Andrade, primer comte de Bobadela.